# Edoardo di Gheldria
Edoardo di Gheldria; in francese: Édouard de Gueldre (12 marzo 1336 – 24 agosto 1371) fu duca di Gheldria e conte di Zutphen dal 1361 fino alla sua morte.

## Origine
Edoardo, sia secondo il Kronijk van Arent toe Bocop, che secondo Les chroniques de Jean Froissart. Tome 1 era il figlio secondogenito del Duca di Gheldria e conte di Zutphen, Rinaldo II e della sua seconda moglie, Eleonora d'Inghilterra, che, come ci viene confermato dal Kronijk van Arent toe Bocop era la figlia terzogenita del re d'Inghilterra, Edoardo II e di Isabella di Francia, che, secondo lo storico e genealogista francese, Pierre de Guibours, detto Père Anselme de Sainte-Marie o più brevemente Père Anselme, nel suoHistoire généalogique et chronologique de la maison royale de France, era figlia del re di Francia, Filippo IV il Bello e della regina di Navarra, contessa di Champagne e Brie, Giovanna I di Navarra, che, secondo le Gesta Philippi Tertii Francorum Regis, era la figlia secondogenita del re di Navarra (col nome di Enrico I) e conte di Champagne e Brie (col nome di Enrico III), Enrico di Navarra e di Bianca d'Artois.

Rinaldo II di Gheldria, come ci viene confermato dal Kronijk van Arent toe Bocop era il figlio maschio primogenito del Conte di Gheldria e di Zutphen, Rinaldo I e della sua seconda moglie, Margherita Dampierre o di Fiandra, che, secondo il Kronijk van Arent toe Bocop, era figlia del Conte di Fiandra, Guido di Dampierre e della sua seconda moglie Isabella di Lussemburgo († 1298), figlia di Enrico IV di Lussemburgo e di Margherita de Bar.

## Biografia
Il 19 marzo 1339, suo padre, Rinaldo II, fu riconosciuto duca di Gheldria e conte di Zutphen al parlamento di Francoforte dall'Imperatori del Sacro Romano Impero, Ludovico di Baviera.
Nel 1343, suo padre, Rinaldo II, trasferì la sua residenza da Geldern a Nimega, ma morì improvvisamente ad Arnhem lo stesso anno e fu sepolto nell'abbazia di Graefenthal, vicino a Goch.
Essendo i figli maschi minorenni gli succedette il primogenito, suo fratello, Rinaldo, come Rinaldo III, con la reggenza della madre, Eleonora d'Inghilterra, che, come reggente ebbe sempre molte difficoltà a che venisse riconosciuta dai sudditi e l'anno dopo fu costretta a lasciare l'incarico.
Dal 1350, sua madre, Eleonora, riguardo alla suddivisione dell'eredità paterna, sostenne le rivendicazioni di Edoardo, ormai maggiorenne, che creò una accesa rivalità tra i due fratelli; Eleonora e Rinaldo ebbero poi una disputa circa il dissenso sorto fra i due fratelli, e Rinaldo III, respinti i tentativi di riconciliazione di sua madre, le confiscò tutte le sue proprietà, quindi Eleonore si trasferì nel monastero cistercense di Deventer e il 22 aprile 1355 Eleonora morì in povertà all'abbazia Cistercense di Deventer, e secondo il Kronijk van Arent toe Bocop, fu sepolta, accanto al marito, nell'abbazia di Graefenthal, Goch, Circondario di Kleve.
Dopo la morte della madre, secondo il Rerum Belgicarum Annales Chronici Et Historici si formarono due fazioni, una detta Hekers, che sosteneva Rinaldo, mentre la seconda, detta Bronchoerit, sosteneva Edoardo, che si fronteggiarono, sino a che, nel 1361, Rinaldo assediò Edoardo a Tiel, dove avvenne lo scontro finale, che vide la vittoria di Edoardo ed i suoi seguaci che catturarono Rinaldo; Edoardo fu riconosciuto duca di Gheldria, mentre Rinaldo fu imprigionato, nel Castello di Nijenbeek, nei pressi di Voorst.
Sempre secondo il Rerum Belgicarum Annales Chronici Et Historici Rinaldo era molto grasso (pinguis et carnosus fuit), e, a proposito si narra che nel dongione in cui fu rinchiuso non dovevano chiudere la porta in quanto, per le sue dimensioni, Rinaldo non riusciva a passare attraverso il varco.
Nel 1368, secondo ancora il Rerum Belgicarum Annales Chronici Et Historici, Edoardo aveva stipulato un contratto di matrimonio con Caterina di Baviera, figlia del duca di Baviera, conte d'Olanda e Zelanda e conte d'Hainaut, Alberto I di Baviera e della moglie, Margherita di Brieg.
Edoardo morì il 24 agosto 1371, due giorni dopo essere stato ferito, combattendo a fianco del cognato, il duca Guglielmo II di Jülich, contro Venceslao I di Lussemburgo, che aveva attaccato il ducato di Jülich, ma fu sonoramente sconfitto a Baesweiler, dove perse parte del suo esercito e parecchi nobili persero la vita e Venceslao stesso fu fatto prigioniero; sempre secondo il Rerum Belgicarum Annales Chronici Et Historici, Edoardo fu ferito da una freccia scagliata da un suo seguace, tale Ermanno, la cui moglie, si diceva fosse stata attratta dal duca Edoardo; Edoardo fu sepolto nell'abbazia di Graefenthal, Goch, Circondario di Kleve, accanto ai suoi predecessori.
Caterina di Baviera, ancora vergine, rimase vedova a 10 anni, mentre il fratello di Edoardo, Rinaldo III, fu liberato e fu riconosciuto nuovamente duca di Gheldria.
Rinaldo III resse il ducato per poco più di tre mesi, morì il 4 dicembre di quello stesso anno e fu sepolto nell'abbazia di Graefenthal, Goch, Circondario di Kleve, accanto ai genitori. Siccome, né Rinaldo, né Edoardo avevano lasciato eredi, il ducato andò alle sorellastre; siccome la primogenite, Margherita, era morta, a Rinaldo III succedette Matilde, ma fu contestata dalla sorella Maria; contestazione che portò alla Prima guerra di successione gheldriana.

## Discendenza
Di Edoardo non si conosce alcuna discendenza.

## Ascendenza
|                          |                         |                          | Genitori                    |  |  | Nonni |  |  | Bisnonni              |  |  | Trisnonni               |  |
|                          |                         |                          |                             |  |  |       |  |  | Ottone II di Gheldria |  |  | Gerardo III di Gheldria |  |
|                          |                         |                          |                             |  |  |       |  |  | Ottone II di Gheldria |  |  | Gerardo III di Gheldria |  |
|                          |                         | Margherita di Brabante   |                             |  |  |       |  |  | Ottone II di Gheldria |  |  |                         |  |
| Reginaldo I di Gheldria  |                         |                          |                             |  |  |       |  |  | Ottone II di Gheldria |  |  |                         |  |
|                          |                         | Filippa di Dammartin     | Simone di Dammartin         |  |  |       |  |  |                       |  |  |                         |  |
|                          |                         | Filippa di Dammartin     | Simone di Dammartin         |  |  |       |  |  |                       |  |  |                         |  |
|                          |                         | Filippa di Dammartin     | Maria di Ponthieu           |  |  |       |  |  |                       |  |  |                         |  |
| Rinaldo II di Gheldria   |                         | Filippa di Dammartin     |                             |  |  |       |  |  |                       |  |  |                         |  |
|                          |                         | Guido di Dampierre       | Guglielmo II di Dampierre   |  |  |       |  |  |                       |  |  |                         |  |
|                          |                         | Guido di Dampierre       | Guglielmo II di Dampierre   |  |  |       |  |  |                       |  |  |                         |  |
|                          |                         | Guido di Dampierre       | Margherita II di Fiandra    |  |  |       |  |  |                       |  |  |                         |  |
| Margherita di Fiandra    |                         | Guido di Dampierre       |                             |  |  |       |  |  |                       |  |  |                         |  |
|                          |                         | Isabella di Lussemburgo  | Enrico V di Lussemburgo     |  |  |       |  |  |                       |  |  |                         |  |
|                          |                         | Isabella di Lussemburgo  | Enrico V di Lussemburgo     |  |  |       |  |  |                       |  |  |                         |  |
|                          |                         | Isabella di Lussemburgo  | Margherita di Bar           |  |  |       |  |  |                       |  |  |                         |  |
| Edoardo di Gheldria      |                         | Isabella di Lussemburgo  |                             |  |  |       |  |  |                       |  |  |                         |  |
|                          | Edoardo I d'Inghilterra | Enrico III d'Inghilterra |                             |  |  |       |  |  |                       |  |  |                         |  |
|                          | Edoardo I d'Inghilterra | Enrico III d'Inghilterra |                             |  |  |       |  |  |                       |  |  |                         |  |
|                          | Edoardo I d'Inghilterra | Eleonora di Provenza     |                             |  |  |       |  |  |                       |  |  |                         |  |
| Edoardo II d'Inghilterra | Edoardo I d'Inghilterra |                          |                             |  |  |       |  |  |                       |  |  |                         |  |
|                          |                         | Eleonora di Castiglia    | Ferdinando III di Castiglia |  |  |       |  |  |                       |  |  |                         |  |
|                          |                         | Eleonora di Castiglia    | Ferdinando III di Castiglia |  |  |       |  |  |                       |  |  |                         |  |
|                          |                         | Eleonora di Castiglia    | Giovanna di Dammartin       |  |  |       |  |  |                       |  |  |                         |  |
| Eleonora d'Inghilterra   |                         | Eleonora di Castiglia    |                             |  |  |       |  |  |                       |  |  |                         |  |
|                          |                         | Filippo IV di Francia    | Filippo III di Francia      |  |  |       |  |  |                       |  |  |                         |  |
|                          |                         | Filippo IV di Francia    | Filippo III di Francia      |  |  |       |  |  |                       |  |  |                         |  |
|                          |                         | Filippo IV di Francia    | Isabella d'Aragona          |  |  |       |  |  |                       |  |  |                         |  |
| Isabella di Francia      |                         | Filippo IV di Francia    |                             |  |  |       |  |  |                       |  |  |                         |  |
|                          |                         | Giovanna I di Navarra    | Enrico I di Navarra         |  |  |       |  |  |                       |  |  |                         |  |
|                          |                         | Giovanna I di Navarra    | Enrico I di Navarra         |  |  |       |  |  |                       |  |  |                         |  |
|                          |                         | Giovanna I di Navarra    | Bianca d'Artois             |  |  |       |  |  |                       |  |  |                         |  |
|                          |                         | Giovanna I di Navarra    |                             |  |  |       |  |  |                       |  |  |                         |  |

### Letteratura storiografica
- (NL)  Kronijk van Arent toe Bocop.